# Championnats du monde de slalom (canoë-kayak) 2019
Navigation
Édition précédente Édition suivante
Les championnats du monde de canoë-kayak slalom 2019, quarantième édition des championnats du monde de slalom en canoë-kayak, ont lieu du 24 septembre au 29 septembre 2019 au Parc olympique du Segre à La Seu d'Urgell, en Espagne.

## Résultats

### Hommes

#### Canoë
| Épreuve       | Or                                                         | Or      | Argent                                            | Argent  | Bronze                                             | Bronze  |
| ------------- | ---------------------------------------------------------- | ------- | ------------------------------------------------- | ------- | -------------------------------------------------- | ------- |
| C1            | Cédric Joly (FRA)                                          | 90 s 84 | Ander Elosegi (ESP)                               | 91 s 35 | Luka Božič (SVN)                                   | 91 s 92 |
| C1 par équipe | Slovaquie Alexander Slafkovský Michal Martikán Matej Beňuš | 94 s 38 | Espagne Ander Elosegi Miquel Trave Luis Fernández | 97 s 43 | Russie Kirill Setkin Dmitrii Khramtsov Pavel Kotov | 98 s 62 |

#### Kayak
| Épreuve       | Or                                                     | Or      | Argent                                               | Argent  | Bronze                                                    | Bronze  |
| ------------- | ------------------------------------------------------ | ------- | ---------------------------------------------------- | ------- | --------------------------------------------------------- | ------- |
| K1            | Jiří Prskavec (CZE)                                    | 84 s 26 | David Llorente (ESP)                                 | 85 s 96 | Joan Crespo (es) (ESP)                                    | 87 s 22 |
| K1 par équipe | Espagne David Llorente Samuel Hernanz Joan Crespo (es) | 89 s 87 | Tchéquie Jiří Prskavec Vít Přindiš Vavřinec Hradilek | 90 s 86 | Pologne Dariusz Popiela Michał Pasiut Krzysztof Majerczak | 93 s 69 |

### Femmes

#### Canoë
| Épreuve       | Or                                                | Or       | Argent                                                 | Argent   | Bronze                                                  | Bronze   |
| ------------- | ------------------------------------------------- | -------- | ------------------------------------------------------ | -------- | ------------------------------------------------------- | -------- |
| C1            | Andrea Herzog (GER)                               | 100 s 52 | Jessica Fox (AUS)                                      | 101 s 46 | Nadine Weratschnig (AUT)                                | 106 s 45 |
| C1 par équipe | Australie Jessica Fox Noemie Fox Rosalyn Lawrence | 117 s 97 | Espagne Núria Vilarrubla Klara Olazabal Ainhoa Lameiro | 121 s 72 | Tchéquie Tereza Fišerová Eva Říhová Kateřina Havlíčková | 124 s 48 |

#### Kayak
| Épreuve       | Or                                                            | Or       | Argent                                                        | Argent   | Bronze                                                  | Bronze   |
| ------------- | ------------------------------------------------------------- | -------- | ------------------------------------------------------------- | -------- | ------------------------------------------------------- | -------- |
| K1            | Eva Terčelj (SVN)                                             | 94 s 27  | Jessica Fox (AUS)                                             | 94 s 69  | Luuka Jones (NZL)                                       | 94 s 77  |
| K1 par équipe | Grande-Bretagne Mallory Franklin Fiona Pennie Kimberley Woods | 103 s 96 | Tchéquie Kateřina Kudějová Veronika Vojtová Amálie Hilgertová | 104 s 16 | Russie Ekaterina Perova Marta Kharitonova Alsu Minazova | 104 s 19 |

### Mixte

#### Canoë
| Épreuve | Or                                  | Or       | Argent                                   | Argent   | Bronze                              | Bronze   |
| ------- | ----------------------------------- | -------- | ---------------------------------------- | -------- | ----------------------------------- | -------- |
| C2      | Tchéquie Tereza Fišerová Jakub Jáně | 109 s 65 | Pologne Aleksandra Stach Marcin Pochwała | 113 s 36 | Tchéquie Jan Masek Veronika Vojtová | 114 s 57 |

## Tableau des médailles
- Pays organisateur (Espagne)

| Rang  | Nation           | Or | Argent | Bronze | Total |
| ----- | ---------------- | -- | ------ | ------ | ----- |
| 1     | Tchéquie         | 2  | 2      | 2      | 6     |
| 2     | Espagne          | 1  | 4      | 1      | 6     |
| 3     | Australie        | 1  | 2      | 0      | 3     |
| 4     | Slovénie         | 1  | 0      | 1      | 2     |
| 5     | Allemagne        | 1  | 0      | 0      | 1     |
| 5     | France           | 1  | 0      | 0      | 1     |
| 5     | Grande-Bretagne  | 1  | 0      | 0      | 1     |
| 5     | Slovaquie        | 1  | 0      | 0      | 1     |
| 9     | Pologne          | 0  | 1      | 1      | 2     |
| 10    | Russie           | 0  | 0      | 2      | 2     |
| 11    | Autriche         | 0  | 0      | 1      | 1     |
| 11    | Nouvelle-Zélande | 0  | 0      | 1      | 1     |
| Total | Total            | 9  | 9      | 9      | 27    |